# Luke Kibet
Luke Kibet (* 12. dubna 1983) je keňský atlet. V roce 2007 se stal mistrem světa v maratonu.
Vyrostl v Eldoretu a původně se věnoval běhu na 3000 metrů překážek. V roce 2004 ale změnil specializaci na maraton a dosáhl mezinárodní úrovně (hned při svém debutu obsadil druhé místo v maratonu v Enschede). V současnosti se připravuje v tréninkovém středisku Mosese Tanuie v Kaptagatu. Zaměstnán je ve státních službách (je veden v řadách vězeňské služby).
Nejlepšího času dosáhl na maratonu v Eindhovenu v říjnu 2005, kde doběhl jako třetí do cíle za 2:08:52 hodiny, vyhrál mezinárodní maraton ve Vídni.
Kibet není příbuzný s jiným keňským maratoncem, o osm let starším vítězem Country Music Marathonu, který nosí stejné jméno.

## Mistr světa
Maraton na světovém šampionátu v Ósace v roce 2007 se konal za velmi náročných podmínek. Kvůli enormním horkům bylo dokonce zvažováno, zda se maraton nepoběží o hodinu dřív, ale nakonec byl odstartován v plánovaném čase, tj. v sedm hodin ráno. Na startu byla teplota vzduchu 28 °C a vlhkost vzduchu 81 %, v cíli 33 °C a vlhkost 67 %. Závod kvůli vyčerpání někteří atleti nedokončili, Kibet doběhl do cíle v čase dvě hodiny, 15 minut a 59 sekund. Byl to nejpomalejší maraton v historii mistrovství světa. Kibet se stal prvním keňským světovým šampionem v maratonu od vítězství Douglase Wakiihuriho na šampionátu v roce 1987.